# Hans Egarter
Hans Egarter (Villabassa, 20 aprile 1909 – Bressanone, 20 giugno 1966) è stato un giornalista e partigiano sudtirolese di lingua tedesca della seconda guerra mondiale.

## Biografia
Proveniente da una famiglia contadina della Val Pusteria, fece studi teologici al seminario vescovile Vinzentinum di Bressanone, che dovette presto abbandonare per ragioni di salute. Lavorò prima come sagrestano e poi si dedicò all'attività giornalistica, collaborando con la casa editrice bolzanina Athesia.
Fu tra i maggiori oppositori alle opzioni stabilite dall'Italia fascista e la Germania nazista nel 1939, e nell'anno medesimo, assieme a Friedl Volgger, Hans Gasser, Josef Nock, Johann Gamper, Josef Mayr-Nusser ed Erich Amonn, diede vita alla Andreas-Hofer-Bund. Dopo l'occupazione nazista del Sudtirolo del 1943, Egarter rifugiatosi in Val Passiria, organizzò un gruppo formato da giovani disertori che ebbe anche scontri a fuoco con la gendarmeria tedesca e con i fascisti collaborazionisti locali.
Nel corso del 1944 si mise in contatto con gli Alleati in Svizzera, dai quali ricevette istruzioni e finanziamenti. Al termine del conflitto, fu da costoro incaricato di ricercare criminali di guerra ed SS nascoste nel Meranese e in Val Passiria.
Tra i fondatori della Südtiroler Volkspartei nel 1946, Egarter assieme a tutti gli altri dableiber come lui, fu emarginato dalla scena politica sudtirolese dell'immediato dopoguerra. Egli infatti, coerentemente con la sua battaglia intrapresa dal 1939, rifiutò qualsiasi genere di compromesso rispetto alla questione relativa all'epurazione degli elementi germanofoni che aderirono al nazionalsocialismo, ma la quasi totalità di essi, per la rilevanza numerica e per la solidarietà etnica, furono amnistiati.
Egarter, a causa del suo antinazismo, erroneamente interpretato in chiave antitedesca, venne visto da gran parte dei sudtirolesi come un traditore della sua gente, per aver rifiutato all'epoca delle opzioni l'esodo in massa verso la Germania, che invece ha interessato la maggioranza dei germanofoni. Ma in merito alla questione sulla sovranità politica della sua terra emersa al termine del conflitto, Egarter si pronunziò per l'autodeterminazione del Sudtirolo.
Divenuto collaboratore del locale quotidiano di lingua tedesca Dolomiten, si spense a Bressanone nel 1966.